# Haus der Adventhoffnung (New York)

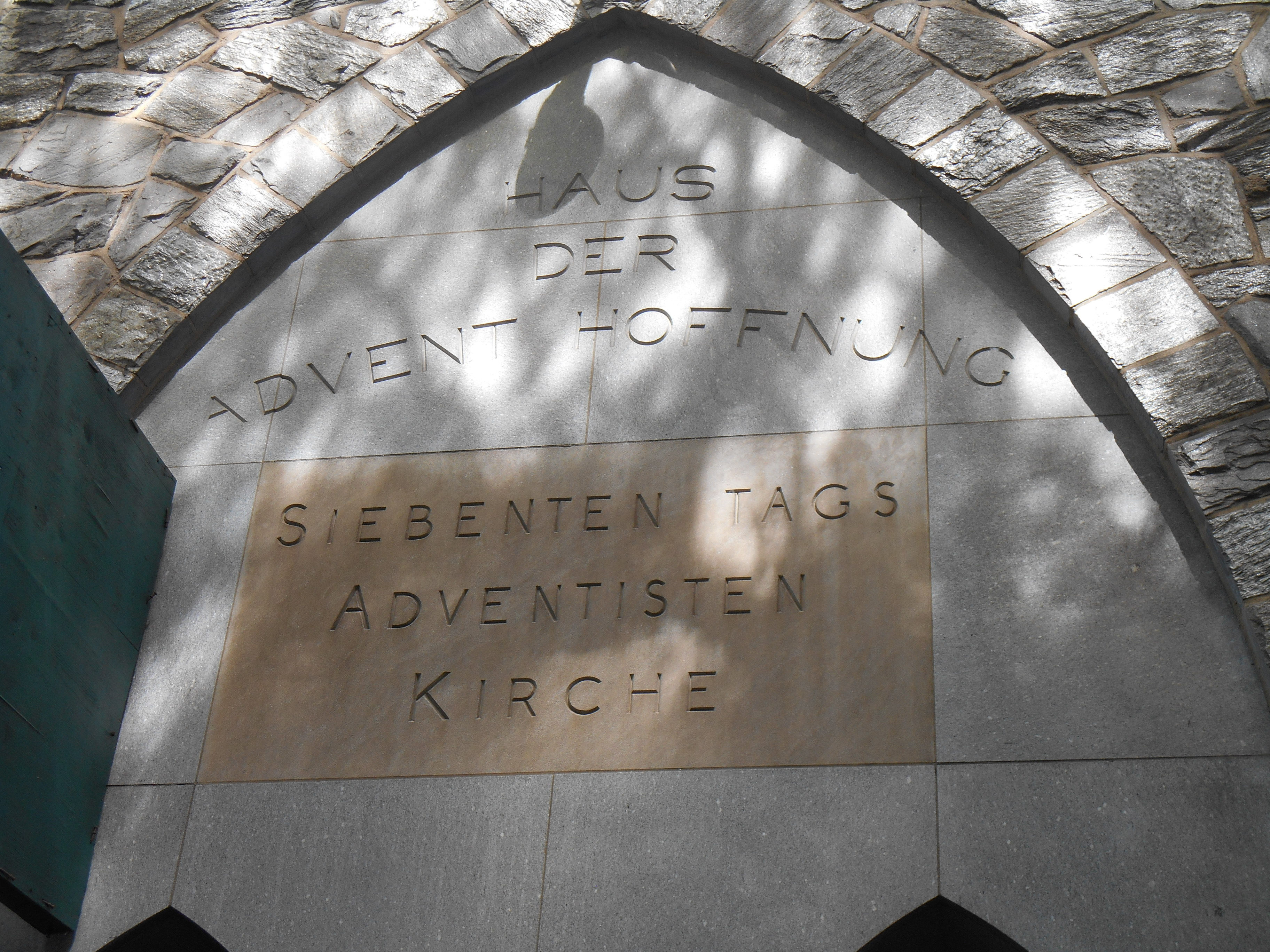
New York City Manhattan 111 East 87th Street (Upper East Side) Eingangsportal – Tympanon

Das Haus der Adventhoffnung in New York City NY ist ein durch deutschsprachige Einwanderer der Siebenten-Tags-Adventisten im Jahr 1957 errichteter Sakralbau bzw. Gemeindezentrum. Dieses Kirchengebäude ist eines der wenigen noch vollständig erhalten Zeugnisse der einstmals großen deutschsprachigen Gemeinschaft in New York City.

## Lage
Das Kirchengebäude befindet sich in Manhattan an der Upper East Side, Hausnummer 111 East 87th Street. Das ungefähr bis hierhin reichende Quartier (englisch neighborhood) wird als Yorkville bezeichnet. Es erstreckt sich am East River von der 96th Street im Norden bis zur 79th Street oder 72nd Street im Süden. Der sog. „German Broadway“, 86th Street, liegt in der Nähe.

## Geschichte
Eine deutschsprachige Kirchengemeinde der Siebenten-Tags-Adventisten geht in Manhattan bis zum ausgehenden 19. Jahrhundert zurück. Vom Ende zweiten Hälfte des 19. Jahrhunderts bis ins zweite Drittel des 20. Jahrhunderts war der Anteil der deutschsprachigen Einwanderer in diesem Teil Manhattans besonders hoch. So werden zum Beispiel bis heute in mittelbarer und unmittelbarer Nähe in der German Ev. Lutheran Zion St. Mark’s Church in der 84th Street deutschsprachige Gottesdienste abgehalten, dergleichen in der katholischen St. Joseph’s in der 87th Street.
Im Jahr 1949 wurde ein Vorgängerbau, nicht an der heutigen Lage, ein Raub der Flammen. Anfang der 1950er Jahre wurden die Baukosten für einen Neubau inklusive Grundstück mit $ 320.000 angesetzt. $ 100.000 wurden von der Weltkirchenleitung (Generalkonferenz) der Siebenten-Tags-Adventisten bewilligt, der restliche Betrag der Kosten zur Errichtung wurde durch Spenden und Darlehen von Kirchenmitgliedern erbracht. So konnten zum Beispiel 1956 an einem Sabbat (Samstag) allein $ 70.000 eingesammelt werden. Der Überlieferung nach sollen die zahlreichen gut ausgebildeten deutschen Krankenschwestern (vgl. Friedensauer Schwesternschaft), im Wesentlichen durch ihre Nachlasse und der Spendeneinwerbung bei betuchten Patienten, den damals repräsentativen Bau in dieser Lage, finanziert haben.
Die Einweihung des Kirchengebäudes fand im Mai 1957 in Anwesenheit des deutschen Generalkonsuls Franz Josef Hoffmann statt, der in seiner Rede im Besonderen das soziale und medizinische Engagement der deutschen Siebenten-Tags-Adventisten in New York City betonte.
Im Gegensatz zum Jahr 1958, als sich in New York City noch 500.000 Einwohner zur deutschen Sprache bekannten, ging spätestens seit den 1970er Jahren die Zahl der deutschsprachigen Siebenten-Tags-Adventisten rapide zurück. Im Wesentlichen durch Wegzug in die Vororte und in das Umland. In der Folge wurde das Gemeindezentrum von englischsprachigen Siebenten-Tags-Adventisten genutzt. Diese Nutzung hält bis heute an.

## Beschreibung
Der Bau steht mit dem Giebel an der Nordseite der 87th Street. Die schlichte und dennoch repräsentative Naturwerksteinfassde wird im Wesentlichen durch die bleiverglasten gotisierenden Fenster und das gotisierende Eingangsportal, mit Zwillingstüranlage, bestimmt. Über den Zwillingstüren befindet sich im Tympanon die deutsche bauzeitliche Inschrift „HAUS DER ADVENTHOFFUNG“ und darunter „SIEBENTEN TAGS ADVENTISTEN KIRCHE“.
Der langgestreckte Bau mit Satteldach besteht aus einem einschiffigen Saal mit Empore. In einer breiten niedrigen Konche, in dem gewöhnlich ein Ambo steht, ist das Taufbecken für Erwachsenentaufen (baptistische Tradition) eingearbeitet. Bei der Feier des Abendmahls wird ein schlichter Tisch, der noch aus der Bauzeit stammt, genutzt. Eine Orgel besitzt die Kirche nicht. Der Bau war auch innen ursprünglich unverputzt. Die Altarwand wurde in jüngerer Zeit hell verputzt, um Videoprojektionen im Gottesdienst auch bei Tageslicht besser zu ermöglichen.
Auch für mitteleuropäische Verhältnisse sehr auffällig ist das vollständige Fehlen eines Kreuzes an der Außenseite und im Innenraum. Für amerikanische Verhältnisse wiederum ungewöhnlich ist das Fehlen der Flagge der Vereinigten Staaten im Bereich des Rednerpultes.
Weitere Mehrzweck-, Kinder- und Sozialräume befinden sich im Souterraingeschoss unter dem Kirchensaal.
Der Kirchensaal ist für gewöhnlich nur zu den Gottesdiensten und Veranstaltungen frei zugänglich.